# Kai Aareleid
Kai Aareleid (Tartu, 1972. szeptember 26. –) észt prózaíró, költő és műfordító.
1979 és 1990 között a Tallinn 21. középiskolába járt.
1991 és 1997 között a Helsinki Színházi Akadémiára járt, ahol színpadi szakot tanult, végül mesteri fokozatot kapott. 1996 és 2006 között adminisztratív asszisztensként dolgozott a British Council tallinni irodájában. 2012 és 2017 között a Loomingu Raamatukogu szerkesztője volt.
Aareleid fordító is, ő fordította többek között Jorge Luis Borgest észt nyelvre.

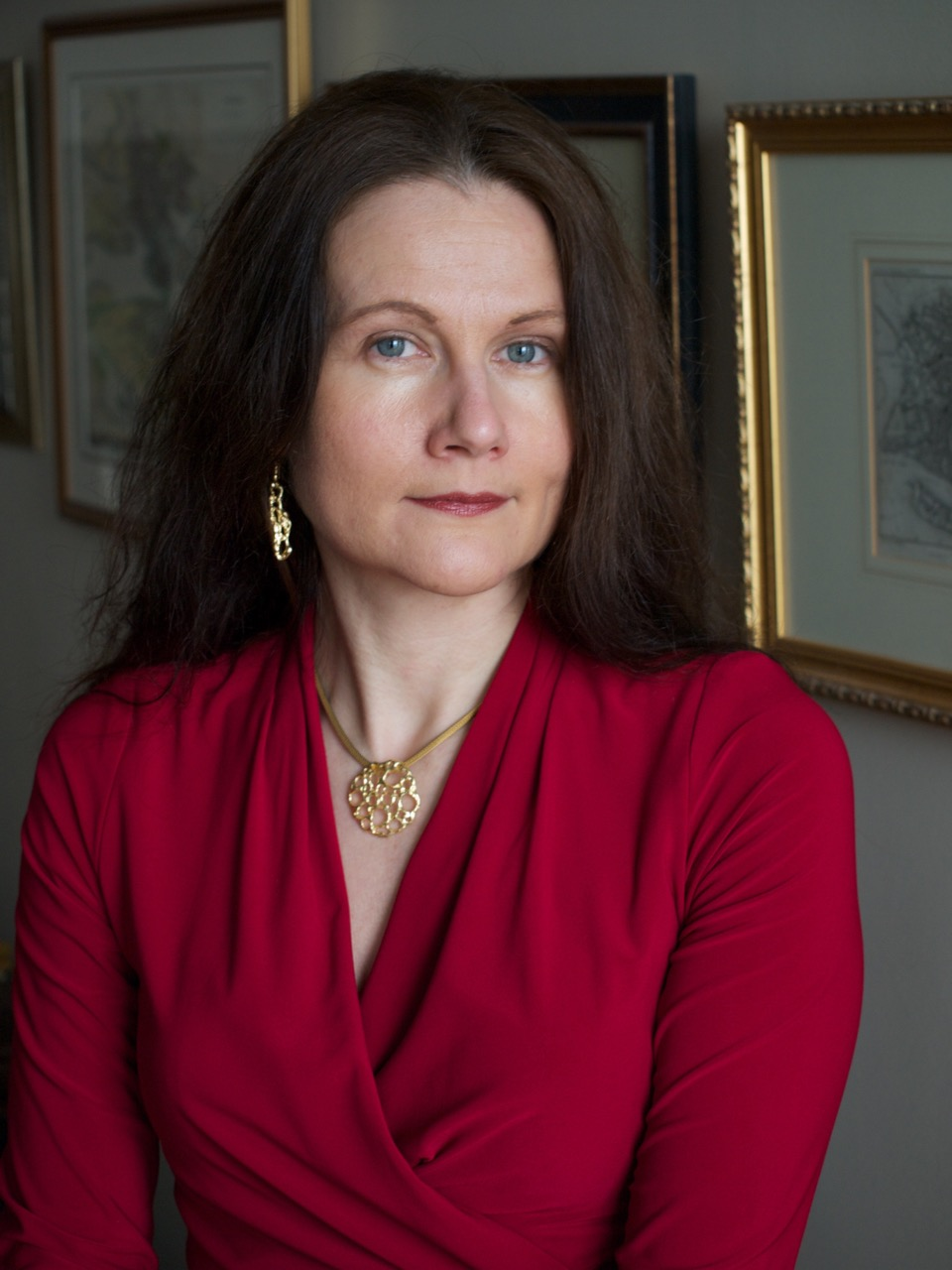
Kai Aareleid (2016)

## Díjai
Tuglas Short Story Prize

## Művei
- 2011: "Vene veri" ('Russian Blood') regény
- 2012: "Tango" novella
- 2015: "Naised teel" ('Women on the Road') versek
- 2015: "Vihm ja vein" ('Rain and Wine') versek
- 2016: "Linnade põletamine" ('The Burning of Cities') regény

### Magyarul
- Totál – (Total) Park, Budapest, 2024 · ISBN 9789633559826 · Fordította: Csonka Ágnes

## Egyéb információk
- Kai Aareleid

## Fordítás
- Ez a szócikk részben vagy egészben  a   Kai Aareleid című angol Wikipédia-szócikk fordításán alapul.  Az eredeti cikk szerkesztőit annak laptörténete sorolja fel. Ez a jelzés csupán a megfogalmazás eredetét és a szerzői jogokat jelzi, nem szolgál a cikkben szereplő információk forrásmegjelöléseként.